# اوا زوئوتوفسکا
اِوا زوئوتوفسکا (لهستانی: Ewa Złotowska؛ زادهٔ ۸ فوریه ۱۹۴۵) بازیگر و صداپیشه اهل لهستان است.
از فیلم‌ها یا مجموعه‌های تلویزیونی که وی در آن‌ها نقش داشته‌است، می‌توان به کارگزار من، بولک و لولک، سال‌های شیرین، خانه کشیش، دهن‌به‌دهن، جهان به روایت خانواده کیپسکی، دوستان، در خوشی و سختی، پدر متیو و رنگ‌های خوشبختی اشاره نمود.